# Albert Johnson (Trapper)

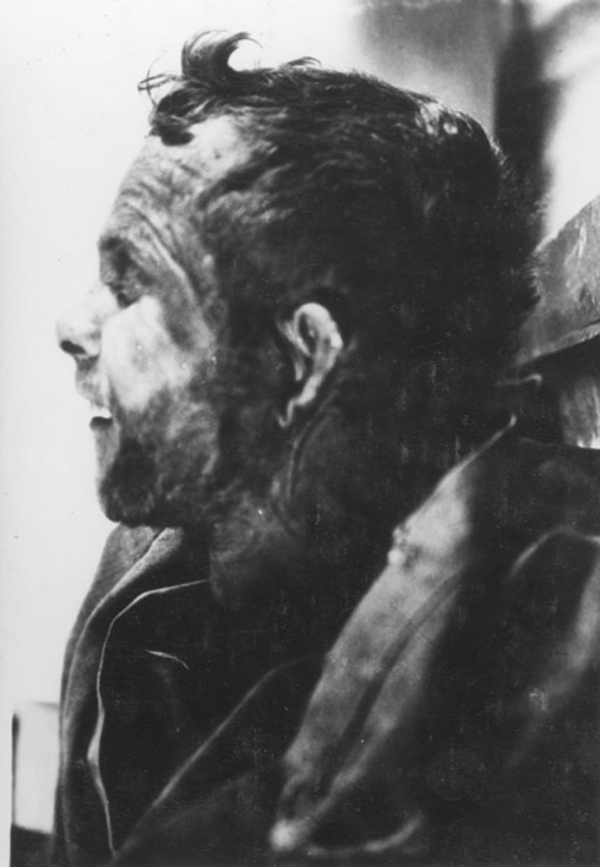
Profilaufnahme des toten Albert Johnson

Albert Johnson († 17. Februar 1932), auch als The Mad Trapper of Rat River bekannt, war ein Trapper, dessen Verfolgung durch die Royal Canadian Mounted Police (RCMP) zu einer Menschenjagd über 240 km im kanadischen Northwest Territory und Yukon-Gebiet ausartete. Sein Leben ist Thema mehrerer Bücher und wurde mehrfach verfilmt.

## Leben, Verbrechen, Jagd und Ende
Die ersten Berichte über Albert Johnson stammen von seiner Ankunft in Fort McPherson, das er am 9. Juli 1931 vom Peel River aus erreichte. Sein skandinavischer Akzent fiel auf, ebenso die glatte Rasur und das anscheinend reichliche Geld für Lebensmittel, Werkzeug und Gerätschaft. Bald nach Ankunft baute sich Johnson einen kleinen Wetterschutz (Cabin) von rund 2,5 m × 3 m (was 7,5 m² entspricht) am Ufer des Rat River nahe dem Mackenzie-Delta.
Da durch die Weltwirtschaftskrise eine Wanderbewegung aus den Vereinigten Staaten in die traditionellen Jagdgebiete der Ureinwohner erfolgte, mag es die Absicht gegeben haben, ihn durch Beschwerden wieder loszuwerden. Eine Befragung durch den RCMP-Constable Edgar Millen erbrachte wenig Neues. Auf eine Fallenstellerlizenz verzichtete er, was sonderbar für Zeit und Ort war.
Im Dezember 1931 beschwerte sich ein Fallensteller bei der Polizeidienststelle in Aklavik über Johnson, der vermutlich an den Fallen herumgepfuscht hatte, sie ausgelöst und in die Bäume gehängt hatte. Als die Constables Alfred King und Joe Bernard versuchten, Johnson dazu zu befragen, verwehrte dieser den Einlass in seine Hütte. Die Beamten kehrten, da ohne Durchsuchungsbefehl, nach Aklavik zurück. Fünf Tage später waren die Polizisten mit dem Befehl wieder vor Ort, nun zu viert. Als Johnson erneut die Antwort auf Fragen verweigerte, begannen sie die Tür der Hütte einzuschlagen. Johnson schoss durch die Holztür und verletzte King, der nach kurzer Feuererwiderung zur Wundversorgung nach Aklavik  gebracht wurde.

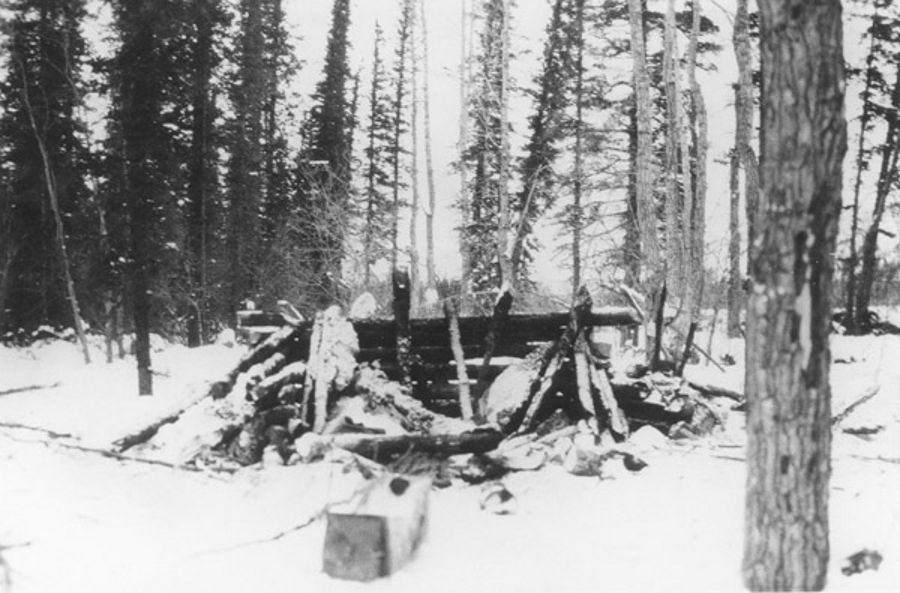
Johnsons zerstörte Hütte (1932)

Ein Kommando aus neun Männern und 42 Hunden, ausgerüstet mit rund 9 kg Dynamit, umstellte kurz darauf die Hütte. Eine geballte Ladung brachte diese zum Einsturz. Johnson überlebte dank des abgesenkten oder doppelten Bodens der Hütte (countersink cabin), der, zur Isolation gegen die arktische Kälte gedacht, hier die Funktion eines Schützenloches erfüllte. Als die Männer zum Sturm antraten, eröffnete er das Feuer. Es gab keine Verletzten, die verfahrene Situation konnte aber nicht behoben werden. Nach 15 Stunden Belagerung bei rund 40 Grad unter Null zog sich das Kommando gegen vier Uhr morgens nach Aklavik zurück.
Zu diesem Zeitpunkt hatte sich die Neuigkeit über Funk bereits verbreitet. Als das Kommando, verspätet durch anhaltende Winterstürme und Blizzards, am 14. Januar 1932 zurückkam, hatte Johnson die Überreste seiner Hütte bereits verlassen. Am 30. Januar 1932 konnte er in einem Dickicht gestellt werden. Im anschließenden Feuergefecht wurde Constable Edgar Millen getötet und die Spur erneut verloren. Das Kommando wurde durch in der Zwischenzeit rekrutierte Inuit und Gwich’in verstärkt, die sich in der Wildnis besser auskannten und sich dort schneller bewegen konnten.
Johnson schaffte es trotz der RCMP-Posten an den beiden einzig passierbaren Bergpässen der Richardson Mountains in das benachbarte Yukon Territory überzuwechseln. Johnson überkletterte einen 2100-m-Gipfel und war aus den Augen der Öffentlichkeit wieder verschwunden. Bis ein Inuit-Jäger seltsame Fußspuren auf der gegenüberliegenden Bergseite entdeckte und dies den Mounties meldete. Die RCMP heuerte daraufhin den Buschpiloten und ehemaligen Jagdflieger Wilfrid May an, der bereits mehrfach für die Polizei gearbeitet hatte und sich durch ein Gefecht mit Manfred von Richthofen im Ersten Weltkrieg einen Namen gemacht hatte. Mit einer Bellanca, die mit Schneekufen ausgerüstet war, entdeckte er, dass sich Johnson in den Spuren der wandernden Karibous auf den zugefrorenen Flüssen fortbewegte und lediglich nachts am Ufer kampierte. Der von den Hufen niedergetrampelte Schnee erlaubte eine schnelle Fortbewegung auch ohne Schneeschuhe und verbarg die eigenen Spuren. Johnson benutzte das ebene Eis, wie in Kanada durchaus üblich, als Weg, der auch im Winter zu Fuß relativ passierbar war.
Nach Mays Ankunft am 5. Februar 1932 vergingen neun Tage, bevor dieser die Spuren Johnsons am Ufer des Eagle Rivers entdeckte, und weitere zwei, bevor dieser gestellt werden konnte. Die Gruppe der Royal Canadian Mounted Police Officers kam ihm auf dem Flussbett um eine Kurve kommend entgegen und stellte ihn in nur wenigen Dutzend Metern Entfernung in der Mitte des Eises. Johnsons Versuch, sich an das Ufer zu retten, scheiterte an den nicht angelegten Schneeschuhen. Im folgenden Feuergefecht wurde Johnson durch einen Bauchschuss getötet, ein ebenfalls schwerverletzter Polizeibeamter konnte mit der Bellanca ausgeflogen werden, was ihm das Leben rettete und May Lob einbrachte.
Nach Johnsons Tod berechnete die RCMP, dass Johnson die ersten 140 km von seiner Hütte in weniger als drei Tagen zurückgelegt und dabei vermutlich rund 10.000 kcal pro Tag verbraucht hatte. An der Leiche Johnsons fanden sich über 2000 Dollar in kanadischer und US-amerikanischer Währung sowie etwas Gold und einige ihm gehörende Zähne mit Goldfüllung. Weiter wurden ein Taschenkompass, Rasierzeug, ein Messer, Fischhaken, Nägel, ein Abführmittel sowie, als Jagdbeute, ein totes Eichhörnchen und ein toter Vogel gefunden.
Während der gesamten Auseinandersetzung und Jagd sprach Johnson, dem ein skandinavischer Akzent nachgesagt wird, kein einziges Wort. Lediglich nach dem Schuss auf Constable Millen wird von einem Lachen berichtet. Bis heute hält das Rätsel und die Diskussion an, wer Johnson war, woher er kam, was seine Gründe waren, nach Kanada und in die Arktis zu kommen, und ob er für die zerstörten Fallen in Fort McPherson verantwortlich war.

## Identitätsfrage und Exhumierung
Die ersten Untersuchungen in den 1930er-Jahren beschäftigten sich mit der Frage, ob Albert Johnson identisch wäre mit einem gewissen Arthur „Mickey“ Nelson, der zum selben Zeitpunkt in Ft. McPherson eintraf und über ein ähnliches oder gleiches Waffenarsenal verfügte. Eine andere Theorie beschäftigte sich mit einem John Johnson aus North Dakota, der bereits einige Zeit in den Gefängnissen San Quentin und Folsom Prison verbracht hatte und ursprünglich unter dem Namen Johan Konrad Jonsen aus Bardu (Norwegen) eingewandert war.
Eine andere Spur und Diskussion führt zu Owen Albert Johnston aus Pictou in Nova Scotia, der zu Beginn der Weltwirtschaftskrise auf Arbeitssuche in die Vereinigten Staaten auswanderte und sich 1931 zuletzt aus Revelstoke in British Columbia bei seiner Familie meldete, bevor sich die Spur verlor. Auch eine Identität mit Sigvald Pedersen Haaskjold aus Norwegen, der der Einberufung im Ersten Weltkrieg auswich und sich aus Angst vor einer Verfolgung vor seinem Verschwinden in eine festungsartige Holzhütte auf Digby Island vor British Columbia zurückzog, wurde erwogen.
Mit finanzieller Unterstützung durch Discovery Channel wurde Johnsons Leiche 2007 exhumiert, untersucht und nach Entnahme von DNS-Material erneut beerdigt. Alle bisher diskutierten Namen konnten per DNS-Abgleich ausgeschlossen werden. Ein Vergleich von Isotopenspuren im Zahnmaterial deutet auf eine Jugend in Amerika oder Skandinavien mit einer später erfolgten Zuwanderung nach Kanada hin. Das Alter Johnsons wurde mit rund 30–40 angegeben, ein asymmetrisches Steißbein sorgte für eine leichte Rückgratverkrümmung, zudem waren seine Beine von unterschiedlicher Länge. Die Ausstrahlung des Berichts erfolgte 2009.

## Medien
- Im Film Trapper, Wolf und Fährtensucher (Challenge to be free, USA, 1975) wird der Stoff eher auf fiktionaler Basis behandelt, die Figur Johnsons (Mike Mazurki) – lediglich als Trapper oder Trapper Man benannt –, wird ähnlich wie James Capen Adams (Der Mann in den Bergen) als weitgehend unschuldig und naturliebend charakterisiert.
- Im Film Yukon bzw. Yukon (Death Hunt, USA, 1981) spielt Charles Bronson Johnson, mit Lee Marvin als weitgehend verbitterten Gegenspieler Millen, der fiktional die Jagd anführt. Aus dem Buschpiloten May wird RCAF-Pilot Hank Tucker, der vom Jagdkommando getötet wird, nachdem er einen Polizisten erschossen hat.
- fiktionale und Sachbücher (Auswahl) von Rudy Wiebe (1980), Thomas York (1981), Dick North (2003 und 2005), Hélèna Katz (2004), Mark Fremmerlid (Sigvald) und Heritage House Publishing (1986).
- The Capture Of Albert Johnson, Single von Wilf Carter aus dem Jahr 1933